# Чемпионат Узбекистана по «Что? Где? Когда?»
Чемпионат Узбекистана по спортивной версии игры «Что? Где? Когда?» — ежегодное соревнование знатоков Узбекистана, которое проводится с 2004 года.
Победа в чемпионате Узбекистана даёт право представлять страну на чемпионате мира по спортивному «Что? Где? Когда?».

## История

### I (2004)
Чемпион — команда «Мы»
Чемпионат состоялся в гостинице «Гранд Орзу». Турнирная дистанция состояла из 33 вопросов (3 тура по 11). Первым чемпионом страны стала команда «Мы» (капитан — Дина Сагадиева), давшая 16 правильных ответов.
Состав команды-победителя:
- Дина Сагадиева (капитан)
- Галина Прибыткова
- Пётр Яковлев
- Анаит Григорян
- Рим Валеев
- Рустам Ниязов

### II (2005)[1]
Чемпион — команда «Брюссельские»
Чемпионат состоялся 24 апреля в гостинице «Гранд Орзу». Турнирная дистанция состояла из 36 вопросов (3 тура по 12). Захватив лидерство после второго тура, первое место с 16 очками заняла команда «Брюссельские» (капитан — Владимир Клименко), обогнав ближайшего преследователя — команду «Заковат» (капитан — Ганишер Рахматуллаев), бронза досталась команде «Veni Vidi Vici» (капитан — Азизбек Юсуфов).
Состав команды-победителя:
- Владимир Клименко (капитан)
- Роман Алиев
- Мария Скляревская
- Рустам Мурзаханов
- Михаил Аношкин
- Гульнара Асямова
- Джасурбек Гайбуллаев
- Евгений Полюдов

### III (2006)[2]
Чемпион — команда «7 Hz»
Чемпионат состоялся 14 мая в гостинице «Radison SAS». Председателем игрового жюри турнира был известный знаток Анатолий Вассерман. Турнирная дистанция состояла из 36 вопросов (3 тура по 12). Впервые в истории республиканского ЧГК участвовали знатоки не только из столицы — сборная города Навои «Альянс» и команда «Шанс» из города Зафарабада (впоследствии знатоки из Зафарабада участия в республиканском первенстве не принимали). Первое место с 23 правильными ответами неожиданно взяла команда «7 Hz» (капитан Георгий Шахназаров), 2 место досталось «Никита Мобайл ТэТэ» (капитан — Руслан Усманов), третье — «Dream Team» (капитан — Рустам Саид-Аминов).
Состав команды-победителя:
- Георгий Шахназаров (капитан)
- Лейла Шахназарова
- Игорь Аипкин
- Антонина Бударина
- Герман Стимбан
- Сергей Киргизов
- Александра Бережная

### IV (2007)[3]
Чемпион — команда «7 Hz»
Финальная часть чемпионата (не считая перестрелки) состоялась 30 мая в гостинице «Radisson SAS». Турнирная дистанция состояла из 60 вопросов (5 туров по 12). Вслед за навоийцами впервые попробовали свои силы на республиканском первенстве представители города Зарафшан — команда «Золотые мужики». После вынесения всех вердиктов по апелляциям создалась уникальная ситуация: команды «Veni Vidi Vici» (капитан — Отабек Махкамов), «7 Hz» (капитан — Георгий Шахназаров) и «Никита Мобайл ТэТэ» (капитан — Руслан Усманов) набрали одинаковые 29 очков. Для выявления победителя на 6 мая была назначена перестрелка: дополнительный тур из 12 вопросов. По итогам этого утра с 7 очками выбыла из борьбы «НМТТ», но «7 Hz» и «VVV» вновь показали одинаковый результат (8 очков). Лишь перестрелка до первого изменения в счёте отдала пальму первенства команде Георгия Шахназарова, которая стала первым двукратным чемпионом Узбекистана и первой командой, защитившей чемпионский титул.
Состав команды-победителя:
- Георгий Шахназаров (капитан)
- Лейла Шахназарова
- Игорь Аипкин
- Антонина Бударина
- Александр Райков
- Алексей Саркулов
- Агзамходжа Ибрагимов

### V (2008)[4]
Чемпион — команда «Никита Мобайл ТэТэ»
Финальная часть чемпионата состоялась 11 мая 2008 года в гостинице «Radisson SAS Tashkent». Турнирная дистанция состояла из 60 вопросов (5 туров по 12). 
Чемпионом впервые стала команда «Никита Мобайл ТэТэ» , 2 место — «Мы» (капитан — Дина Сагадиева), 3 место — «Veni Vidi Vici» (капитан — Усман Шарифходжаев).
Состав команды-победителя:
- Руслан Усманов (капитан)
- Рустам Саид-Аминов
- Игорь Глущенко
- Алексей Чолоков
- Александр Райков
- Анна Алиева
- Саидакбар Гофуров
- Акрам Икрамов
- Абдулазиз Джалилов

### VI (2009)[5]
Чемпион — команда «7 Hz»
Чемпионат состоялся 10 мая в гостинице «Марказий». Турнирная дистанция состояла из 60 вопросов (5 туров по 12). Чемпионат ознаменовался первым приглашением легионера мирового класса — Александра Друзя. Но команда «Никита Мобайл ТэТэ» (капитан Рустам Саид-Аминов), которую он представлял, в первом же туре серьёзно отстала от конкурентов и всю игру находилась в роли догоняющего. После разбора апелляций выяснилось, что команда «7 Hz» (капитан — Георгий Шахназаров) удержала первое место с отрывом в 1 очко, дав 33 правильных ответа. «НМТТ» довольствовалась серебряными медалями, а вот бронза неожиданно досталась команде «Брюссельские», которая давно не показывала высоких результатов.
Состав команды-победителя:
- Георгий Шахназаров (капитан)
- Лейла Шахназарова
- Игорь Аипкин
- Антонина Бударина
- Алексей Саркулов
- Максим Соболевский
- Никита Макаренко

### VII (2010)[6]
Чемпион — команда «Никита Мобайл ТэТэ»
Финальная часть чемпионата состоялась 30 мая в проектном институте «УзЛИТИнефтегаз». Турнирная дистанция состояла из 60 вопросов (5 туров по 12). Впервые в розыгрыше участвовал представитель Самарканда — команда «Диагноз». За «Никиту Мобайл ТэТэ» (капитан — Рустам Саид-Аминов) вновь выступал Александр Друзь, однако на этот раз коллектив, взяв 44 вопроса, уверенно занял первое место. Вслед за победителем расположилась команда «Мы» (капитан — Дина Сагадиева), а на третьем месте — впервые пробившаяся на пьедестал неташкентская команда — «Пятница, 14» (капитан — Василий Ломакин), представлявшая город Навои.
Состав команды-победителя:
- Рустам Саид-Аминов (капитан)
- Игорь Глущенко
- Алексей Чолоков
- Александр Райков
- Александр Друзь
- Азизбек Юсуфов
- Алексей Акименко
- Акрам Икрамов
- Абдулазиз Джалилов

### VIII (2011)[7]
Чемпион — команда «Никита Мобайл ТэТэ»
Финальная часть чемпионата состоялась 8 мая в гостинице «Узбекистан». Турнирная дистанция состояла из 90 вопросов (6 туров по 15). В чемпионате приняли участие гроссмейстер телевизионной «Своей игры» Евгений Калюков и обладатель хрустальной совы элитарного клуба Илья Новиков, выступавшие за «Никиту Мобайл ТэТэ» (капитан — Рустам Саид-Аминов). Этот же коллектив одержал победу, набрав 54 очка. Второе место и путёвку на чемпионат мира завоевала команда «Мы» (капитан — Дина Сагадиева). Третье досталось команде «7 Hz» (капитан — Георгий Шахназаров).
Состав команды-победителя:
- Рустам Саид-Аминов (капитан)
- Игорь Глущенко
- Усман Шарифходжаев
- Александр Райков
- Евгений Калюков
- Илья Новиков
- Алексей Акименко
- Акрам Икрамов
- Абдулазиз Джалилов

### IX (2012)[8]
Чемпион — команда «Никита Мобайл ТэТэ»
Прошёл 5—6 мая 2012 года в Ташкенте в гостинице «Узбекистан». Турнирная дистанция состояла из 90 вопросов (6 туров по 15). В рамках турнира прошли также первенства по брейн-рингу и «своей игре». Призёры ЧГК: 1. НМТТ, 2. «Мы», 3. «Пахтакор».
Состав команды-победителя:
- Рустам Саид-Аминов (капитан)
- Хаким Батыралиев
- Евгений Калюков
- Игорь Глущенко
- Алексей Чолоков
- Алексей Акименко
- Абдулазиз Джалилов
- Усман Шарифходжаев

### X (2013)[9]
Чемпион — команда «Никита Мобайл ТэТэ»
Чемпионат прошёл 20—21 апреля в гостинице «Гранд Орзу». Турнирная дистанция состояла из 90 вопросов (6 туров по 15). По ходу дистанции представлявшая город Навои команда «ParadoX», как теперь называлась «Пятница, 14», выступала всё более успешно, и перед последним туром имела 5-очковый отрыв от второго места. Однако команда «Никита Мобайл ТэТэ», которая на этот раз играла без иностранных легионеров, сумела его ликвидировать, взяв 14 вопросов в 6 туре. По регламенту турнира между двумя лидерами (набравшими 52 очка) была проведена перестрелка до первого «промаха». На третьем дополнительном вопросе коллектив Рустама Саид-Аминова добился очередной победы. Третьей оказалась команда «7 Hz», ответившая на 41 вопрос.
Состав команды-победителя:
- Рустам Саид-Аминов (капитан)
- Игорь Глущенко
- Александр Ли
- Алексей Акименко
- Акрам Икрамов
- Абдулазиз Джалилов
- Усман Шарифходжаев

### XI (2014)[12]
Чемпион — команда «SONET»
Чемпионат (под неофициальным названием «Пехлеванат Мавераннахра») прошёл 23 марта 2014 года в гостинице «Shodlik palace». Турнирная дистанция состояла из 60 вопросов. Многолетний лидер ЧГК Узбекистана — команда «Никита Мобайл ТэТэ» — прекратила своё существование осенью 2013 года. Уже после первого тура лидерство неожиданно захватила команда «SONET» (капитан — Дмитрий Вагапов), в составе которой играли четверо бывших игроков «НМТТ»: Игорь Глущенко, Азизбек Юсуфов, Абдулазиз Джалилов и Усман Шарифходжаев. В дальнейшем «Sonet» упрочил отрыв и удержал положение до финиша. Основным преследователем по ходу дистанции выступала сборная города Навои «НЗ», однако по итогам последнего тура её догнала команда «Мы». Определение серебряного медалиста сильно затянулись, были исчерпаны все 6 дополнительных вопросов, предусмотренных для перестрелки, и лишь после 7 вопроса одержала верх навоийская команда. 
Состав команды-победителя:
- Дмитрий Вагапов (капитан)
- Игорь Глущенко
- Азизбек Юсуфов
- Абдулазиз Джалилов
- Александр Жудро
- Алексей Карцевич
- Анна Туниянц
- Усман Шарифходжаев

### XII (2015)[14]
Чемпион — команда «SONET»
Состав команды-победителя:
- Дмитрий Вагапов (капитан)
- Игорь Глущенко
- Азизбек Юсуфов
- Абдулазиз Джалилов
- Алексей Карцевич
- Усман Шарифходжаев

### XIII (2016)[15]
Чемпион — команда «Мы»
Состав команды-победителя:
- Аскар Заитов (капитан)
- Галина Прибыткова
- Александр Ли
- Станислав Чиревко
- Валерий Ким
- Наталья Дейнека
- Александр Райков
- Герман Стимбан

### XIV (2017)[16]
Чемпион — команда «Мы»
Состав команды-победителя:
- Галина Прибыткова (капитан)
- Александр Ли
- Алексей Акименко
- Станислав Чиревко
- Валерий Ким
- Дина Сагадиева
- Наталья Дейнека
- Василий Щедрин

### XV (2018)[17]
Чемпион — команда «Мистерия»
Состав команды-победителя:
- Ян Садковский (капитан)
- Наиль Фарукшин
- Игорь Аипкин
- Акрам Икрамов
- Артём Семёнов
- Наринэ Багдасарян

### XVI (2019)[18]
Чемпион — команда «Мистерия»
Состав команды-победителя:
- Ян Садковский (капитан)
- Мурод Абдукамилов
- Игорь Аипкин
- Акрам Икрамов
- Артём Семёнов
- Наринэ Багдасарян

Чемпионаты в 2020 и 2021 годах не проводились в связи с пандемией коронавируса.

### XVII (2022)[19]
Чемпион — команда «Мистерия»
Состав команды-победителя:
- Акрам Икрамов (капитан)
- Игорь Аипкин
- Сардор Ахмедов
- Наринэ Багдасарян
- Алишер Исмаилов
- Артём Семёнов
- Константин Тен

### XVIII (2023)[20]
Чемпион — команда «Котовского 26 кв 58»
Состав команды-победителя:
- Дмитрий Плотников (капитан)
- Егор Дружинин
- Джияна Ичигеева
- Игорь Музыкин
- Наиль Фарукшин

### XIX (2024)
Чемпион — команда «Мистерия»
Состав команды-победителя:
- Акрам Икрамов (капитан)
- Игорь Аипкин
- Сардор Ахмедов
- Наринэ Багдасарян
- Тимур Кафиатуллин
- Артём Семёнов

### XX (2025)
Чемпион — команда «Мистерия»
Состав команды-победителя:
- Акрам Икрамов (капитан)
- Сардор Ахмедов
- Наринэ Багдасарян
- Тимур Кафиатуллин
- Павел Корнилов
- Артём Семёнов

## Лучшие команды
| Команда                   | Чемпионы                         | 2-е место                                    | 3-е место            |
| Никита Мобайл ТэТэ        | 5 (2008, 2010, 2011, 2012, 2013) | 2 (2006, 2009)                               | 1 (2007)             |
| Мистерия                  | 5 (2018, 2019, 2022, 2024, 2025) | 2 (2017, 2023)                               |                      |
| Мы                        | 3 (2004, 2016, 2017)             | 7 (2008, 2010, 2011, 2012, 2015, 2018, 2019) | 2 (2014, 2022)       |
| 7Hz                       | 3 (2006, 2007, 2009)             | 1 (2016)                                     | 3 (2011, 2013, 2015) |
| SONET                     | 2 (2014, 2015)                   | -                                            | 2 (2016, 2017)       |
| Брюссельские              | 1 (2005)                         | 1 (2004)                                     | 1 (2009)             |
| Котовского 26 кв 58       | 1 (2023)                         | 1 (2024)                                     |                      |
| Пахтакор                  | -                                | 1 (2022)                                     | 3 (2012, 2018, 2023) |
| Veni Vidi Vici            | -                                | 1 (2007)                                     | 2 (2005, 2008)       |
| Пятница, 14/ ParadoX      | -                                | 1 (2013)                                     | 1 (2010)             |
| Заковат                   | -                                | 1 (2005)                                     | -                    |
| НЗ                        | -                                | 1 (2014)                                     | -                    |
| Экспериментальная комната | -                                | 1 (2025)                                     | -                    |
| Седьмые                   | -                                | -                                            | 1 (2004)             |
| Dream Team                | -                                | -                                            | 1 (2006)             |
| КАД                       | -                                | -                                            | 2 (2019, 2025)       |
| Императив релоканта       | -                                | -                                            | 1 (2024)             |